# Joe Jiménez
Joe Alexander Jiménez (né le 17 janvier 1995 à San Juan, Porto Rico) est un lanceur de relève droitier des Braves d'Atlanta de la Ligue majeure de baseball.

## Carrière
Joueur de l'académie de baseball de Porto Rico, Joe Jiménez signe son premier contrat professionnel en juin 2013 avec les Tigers de Détroit et débute la même année en ligues mineures. En juillet 2015, il participe au match des étoiles du futur à Cincinnati, où iil impressionne avec sa balle rapide. En juillet 2016, il prend de nouveau part à l'événement, cette fois joué à San Diego.
Jiménez, un lanceur de relève, fait ses débuts dans le baseball majeur avec les Tigers de Détroit le 12 avril 2017 face aux Twins du Minnesota.